# 三木鉄道記念公園

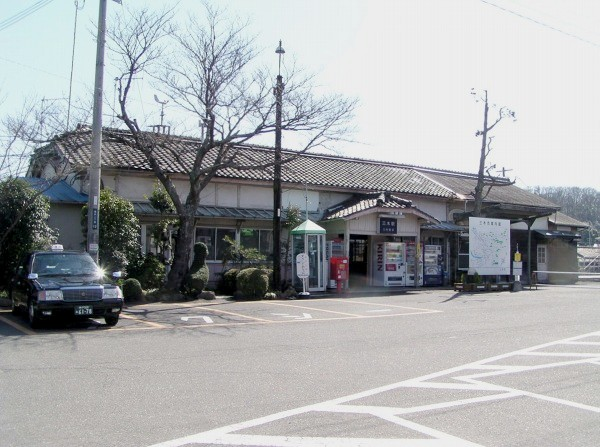
在りし日の三木駅

方向転換場

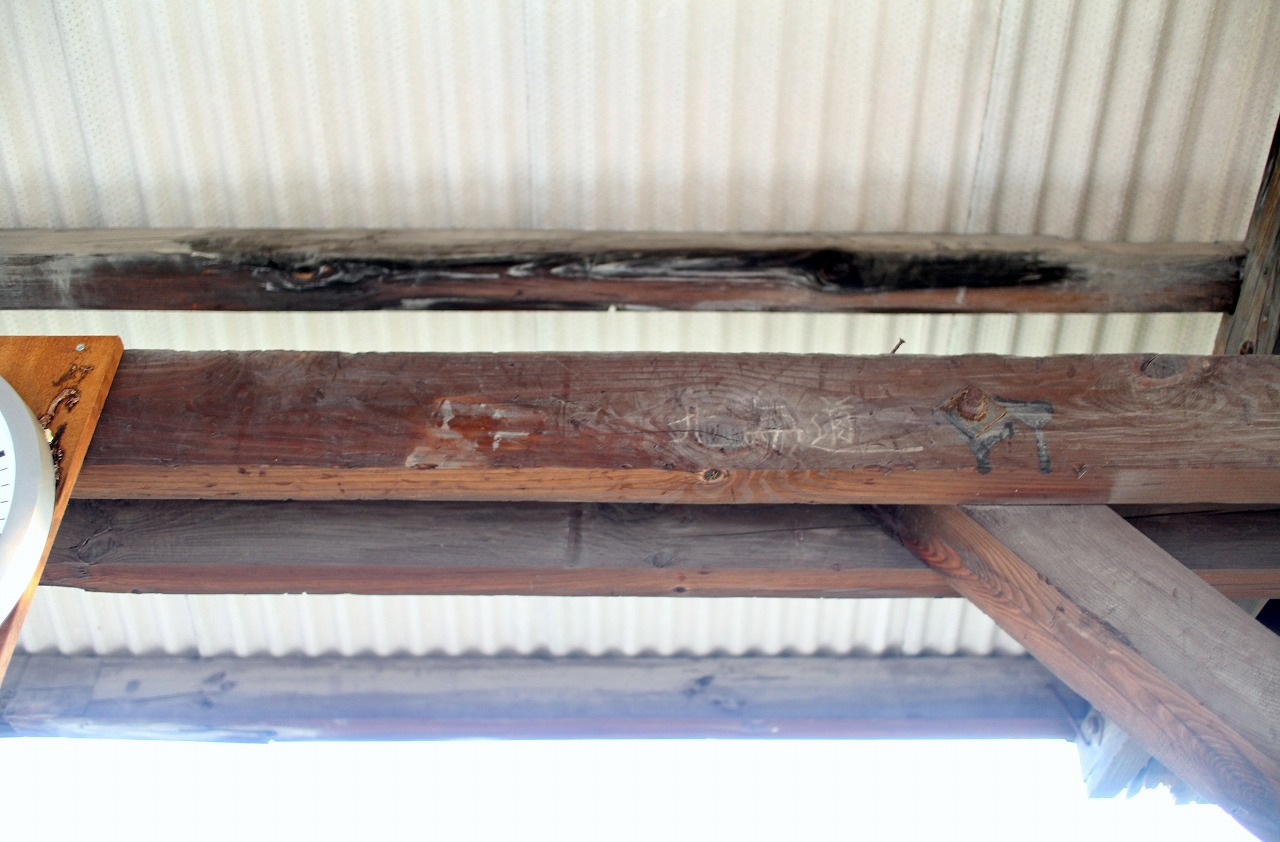
休憩所（貨物取扱場）の北海道チョーク跡

三木鉄道記念公園（みきてつどうきねんこうえん）は、兵庫県三木市福井にある公園である。

## 概要
2008年（平成20年）4月1日に廃止になった三木鉄道三木線の三木駅の駅舎周辺を15m移築し、改築した公園である。地域の活性化と観光施設の新設を目的とした公園である。
なお、三木鉄道の線路跡には4.8kmの遊歩道「別所ゆめ街道」が整備されている。うち別所ふるさと交流館（三木市別所町下石野1）－県道三木宍粟線高木末広バイパス（三木市別所町高木）間の4kmはサイクリングロードとして整備されている。サイクリングロードは「はりまの里スーパーロングライドコース」の一部である。

## 交通
- 神戸電鉄粟生線三木駅より徒歩約12分
- 神姫バス厄神駅行き、恵比須駅、三木営業所行き
- みっきぃバス
- 北播磨総合医療センター直通バス(2013年10月2日運行開始)

## 歴史
- 2010年（平成22年）
  - 6月6日 - 一部開園し、午前10時から11時まで竣工記念式典、午前11時から午後4時までオープニングイベントを開催する[2][3]。
  - 8月1日 - 多目的広場が完成し、全面開園する[1]。

- 2011年（平成23年）
  - 5月17日  - サイクルトロッコ運転開始。トロッコは、三木鉄道で実際に使用されていた線路の上（約190m）を往復。毎週土曜午前11時～午後3時「三木鉄道三木駅周辺を元気にする会」により運行（無料）。
- 2012年（平成24年）
  - 2月  - サイクルトロッコの運行時間変更。毎週土曜午前10時～午後1時。
- 2013年（平成25年）
  - 8月24日  - サイクルトロッコ運転中止。軌道不具合。
- 2014年（平成26年）
  - 3月  - サイクルトロッコ運転再開。

## 施設
- 西側をふれあい広場、東側を多目的広場としている[1]。

| 施設名             | 画像 | 概要 |
| ------------------ | ---- | --- |
| 三木鉄道ふれあい館 |      | かつての三木駅の駅舎であり、三木鉄道存在時に使用されていた物品・写真を展示している。2013年2月、写真、物品を更新。営業時間は、午前10時～午後5時。休館日は、毎週月、木曜日。AED1台設置。 |
| MIKI夢ステーション |      | かつての三木駅の車庫であり、農産物直売所・飲食店として機能している。 |
| 多目的広場         |      | かつての三木駅のプラットホームであり、ゲートボール場・グラウンドゴルフ場として機能している。サイクルトロッコ運転開始。                                                                 |
| 休憩所             |      | かつての三木駅の駐輪場であり、災害時には一時的な避難施設として活用している。貨物取扱場でもあった。屋根や骨組みは、当時のまま保存されている。                                           |

## アクセス
- JR厄神駅より、神姫バス（恵比須行き、または三木営業所行き）に乗車し、三木鉄道記念公園前下車。バス約20分。
- 神戸電鉄三木駅より徒歩、約15分。
- 神戸電鉄恵比須駅より、神姫バス（厄神行き）に乗車し、三木鉄道記念公園前下車。バス約10分。
- 神姫バス利用時は、バス時刻表を要確認。

## 三木鉄道サイクルトロッコ
- 毎週土曜午前10時～午後1時。
- 料金は、無料。
- 線路は、単線であるので、折り返し運転。
- 乗車定員4名（厳守）。
- ストッパーの手前で必ず停止。
- 小学生以下が乗車の場合は、保護者（中学生以上）の同伴が必要。
- 故意に壊した場合、修理費用を頂く場合あり。
- 雨天等により、予告なく休止の場合あり。
- 一組あたり、往復で約10分程度の時間がかかる。
- 申込順の利用となり、待ち時間が必要な場合あり。
- 申込書は、三木鉄道ふれあい館にあり。
- 保育園、幼稚園、学校等で特に希望があれば、個別に対応（事前相談要）。
- 問い合わせ先-三木市まちづくり部美しいまちづくり課-三木鉄道ふれあい館ボランティアスタッフ

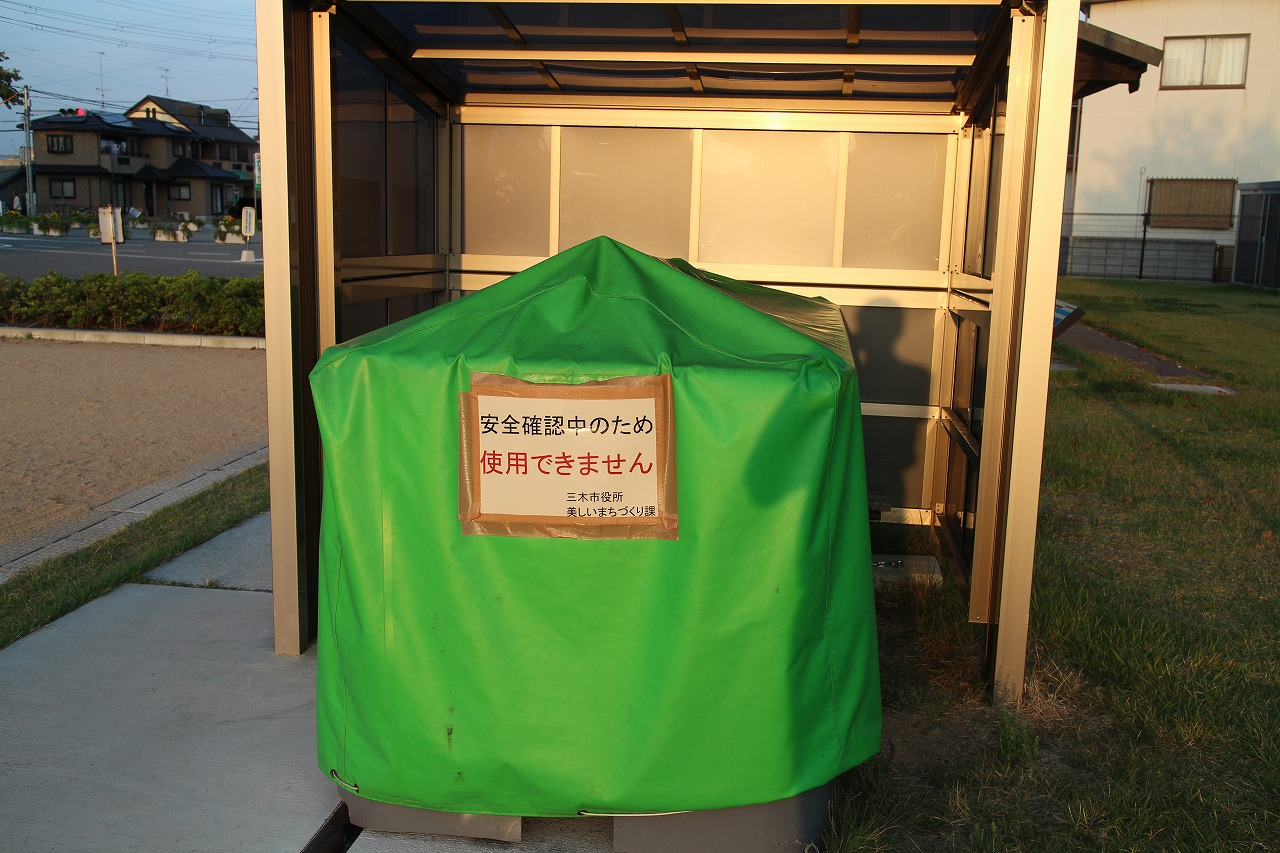
サイクルトロッコ